# Wilis
Wilis (indonez. Gunung Wilis) – wygasły kompleks wulkaniczny w środkowej części wyspy Jawa w Indonezji; zaliczany do stratowulkanów. Wysokość 2563 m n.p.m. Ma wiele wierzchołków, główne z nich to: Liman, Limas i Wilis.
Na jego zboczach źródła rzeki Madiun (dopływ Solo); u podnóża leżą miasta: Madiun i Ponorogo (na zachodzie), Tulungagung (na południu) i Kediri (na wschodzie).